# Класс (фильм, 2008)
«Класс» (фр. Entre les murs, дословно — «Между стен») — французский художественный фильм 2008 года, поставленный режиссёром Лораном Канте по роману Франсуа Бегодо «Между стен». Автор книги сам написал сценарий и снялся в ключевой роли. Картина была удостоена «Золотой пальмовой ветви» на 61-м Каннском кинофестивале.

## Сюжет
Фильм поставлен по частично автобиографическому роману Франсуа Бегодо и рассказывает о том, как автор был учителем французского языка и литературы в школе в центре Парижа.

## В ролях
| Актёр              | Роль       |
| ------------------ | ---------- |
| Франсуа Бегодо     | Франсуа    |
| Бурак Озйилмаз     | Бурак      |
| Бубакар Туре       | Бубакар    |
| Карл Нанор         | Карл       |
| Эсмеральда Уэртани | Эсмеральда |
| Франк Кейта        | Сулейман   |
| Луиз Гринбер       | Луиз       |
| Рашель Регулье     | Кумба      |

## Награды и номинации
- 2008 — приз «Золотая пальмовая ветвь» Каннского кинофестиваля (Лоран Канте).
- 2008 — приз One Future Prize на Мюнхенском кинофестивале.
- 2008 — две номинации на премию Европейской киноакадемии: лучший европейский фильм (Симон Арналь, Каролин Бенжо, Барбара Летельер, Кароль Скотта), лучший европейский режиссёр (Лоран Канте).
- 2008 — номинация на премию «Спутник» за лучший фильм на иностранном языке.
- 2009 — номинация на премию «Оскар» за лучший фильм на иностранном языке.
- 2009 — премия «Сезар» за лучший адаптированный сценарий (Франсуа Бегодо, Робен Кампийо, Лоран Канте), а также 4 номинации: лучший фильм (Кароль Скотта, Каролин Бенжо, Лоран Канте), лучший режиссёр (Лоран Канте), лучший монтаж (Робен Кампийо, Стефани Леже), лучший звук (Оливье Мовезен, Аньес Равез, Жан-Пьер Лафорс).
- 2009 — номинация на премию «Давид ди Донателло» за лучший европейский фильм (Лоран Канте).
- 2009 — премия NAACP Image Award за лучший зарубежный фильм.
- 2009 — премия «Независимый дух» за лучший зарубежный фильм (Лоран Канте).
- 2009 — премия «Люмьер» за лучший фильм (Лоран Канте).
- 2009 — номинация на премию «Серебряная лента» лучшему европейскому режиссёру (Лоран Канте).
- 2010 — номинация на премию Лондонского кружка кинокритиков за лучший зарубежный фильм.
- 2010 — премия «Серебряный кондор» Ассоциации кинокритиков Аргентины за лучший фильм не на испанском языке (Лоран Канте).
- 2010 — номинация на премию «Бодиль» за лучший неамериканский фильм.
- 2010 — номинация на премию «Гойя» за лучший европейский фильм (Лоран Канте).

## Критика
Фильм получил признание критиков. Рейтинг одобрения на агрегаторе рецензий Rotten Tomatoes составляет 95% на основе 161 обзора, со средним рейтингом 8 баллов из 10. Консенсус сайта гласит: «Энергичный и яркий, этот гибрид документального стиля и драматического сюжета рассматривает настоящее и будущее Франции через взаимодействие учителя и его учеников в городской средней школе».  На Metacritic рейтинг, основанный на 31 рецензии, составил 92 балла из 100, что согласно веб-сайту делает его одним из лучших рецензируемых фильмов года.